# Гизенхаузен
Гизенхаузен (нем. Giesenhausen) — община в Германии, в земле Рейнланд-Пфальц. 
Входит в состав района Вестервальд. Подчиняется управлению Хахенбург.  Население составляет 342 человека (на 31 декабря 2010 года). Занимает площадь 4,88 км².